# Mexico (Maine)
Mexico ist eine Town im Oxford County des Bundesstaates Maine in den Vereinigten Staaten von Amerika. Im Jahr 2020 lebten dort 2756 Einwohner in 1376 Haushalten auf einer Fläche von 61,05 km².

## Geographie
Nach dem United States Census Bureau hat Mexico eine Gesamtfläche von 61,05 km², von der 60,45 km² Land sind und 0,6 km² aus Gewässern bestehen.

### Geographische Lage
Mexico liegt im Westen des Oxford Countys und grenzt an das Franklin County. Die südwestliche Grenze des Gebietes bildet der Androscoggin River, in den aus Norden kommend der Swift River mündet. Die östliche Grenze bildet der Webb River. Die Oberfläche des Gebietes ist hügelig, die höchste Erhebung ist der 500 m hohe Tompson Hill.

### Nachbargemeinden
Alle Entfernungen sind als Luftlinien zwischen den offiziellen Koordinaten der Orte aus der Volkszählung 2010 angegeben.
- Norden: Carthage, Franklin County, 8,7 km
- Osten: Dixfield, 8,3 km
- Süden: Peru, 10,3 km
- Südwesten: Rumford, 10,3 km
- Nordwesten: Roxbury, 14,9 km

### Stadtgliederung
In Mexico gibt es mehrere Siedlungsgebiete: Hale, Mexico, Mitchells und Ridlonville.

### Klima
Die mittlere Durchschnittstemperatur in Mexico liegt zwischen −7,8 °C (18 °F) im Januar und 20,6 °C (69 °F) im Juli. Damit ist der Ort gegenüber dem langjährigen Mittel Maines um etwa 2 Grad kühler. Die Schneefälle zwischen Oktober und Mai liegen mit deutlich mehr als zwei Metern (bei einem Spitzenwert im Januar von knapp 50 cm) ungefähr doppelt so hoch wie die mittlere Schneehöhe in den USA. Die tägliche Sonnenscheindauer liegt am unteren Rand des Wertespektrums der USA.

## Geschichte
Die Besiedlung von Mexico startete im Jahr 1780, mit Jonathan Holman und einer Gruppe von weiteren Männern aus Sutton, Massachusetts. Sie kauften Land, welches zuvor als Township #1 bekannt war und nannten es Holmantown Plantation. Ein Teil wurde 1803 abgespalten und unter dem Namen Dixfield als eigenständige Town organisiert. Mexico wurde am 13. Februar 1818 als Town organisiert. Der Name wurde nach dem Land Mexiko gewählt und zu Ehren der Bewohner, die zu der Zeit um die Unabhängigkeit von Spanien rungen.

### Einwohnerentwicklung
| Volkszählungsergebnisse – Town of Mexico, Maine | Volkszählungsergebnisse – Town of Mexico, Maine | Volkszählungsergebnisse – Town of Mexico, Maine | Volkszählungsergebnisse – Town of Mexico, Maine | Volkszählungsergebnisse – Town of Mexico, Maine | Volkszählungsergebnisse – Town of Mexico, Maine | Volkszählungsergebnisse – Town of Mexico, Maine | Volkszählungsergebnisse – Town of Mexico, Maine | Volkszählungsergebnisse – Town of Mexico, Maine | Volkszählungsergebnisse – Town of Mexico, Maine | Volkszählungsergebnisse – Town of Mexico, Maine |
| Jahr                                            | 1800                                            | 1810                                            | 1820                                            | 1830                                            | 1840                                            | 1850                                            | 1860                                            | 1870                                            | 1880                                            | 1890                                            |
| ----------------------------------------------- | ----------------------------------------------- | ----------------------------------------------- | ----------------------------------------------- | ----------------------------------------------- | ----------------------------------------------- | ----------------------------------------------- | ----------------------------------------------- | ----------------------------------------------- | ----------------------------------------------- | ----------------------------------------------- |
| Einwohner                                       |                                                 |                                                 | 148                                             | 343                                             | 447                                             | 482                                             | 671                                             | 458                                             | 403                                             | 355                                             |
| Jahr                                            | 1900                                            | 1910                                            | 1920                                            | 1930                                            | 1940                                            | 1950                                            | 1960                                            | 1970                                            | 1980                                            | 1990                                            |
| Einwohner                                       | 816                                             | 2065                                            | 3242                                            | 4767                                            | 4431                                            | 4762                                            | 5043                                            | 4309                                            | 3698                                            | 3344                                            |
| Jahr                                            | 2000                                            | 2010                                            | 2020                                            | 2030                                            | 2040                                            | 2050                                            | 2060                                            | 2070                                            | 2080                                            | 2090                                            |
| Einwohner                                       | 2959                                            | 2681                                            | 2756                                            |                                                 |                                                 |                                                 |                                                 |                                                 |                                                 |                                                 |

## Wirtschaft und Infrastruktur

### Verkehr
Parallel zum Ufer des Androscoggin River verläuft der U.S. Highway2 durch Mexico. In nördlicher Richtung parallel zum Swift River, einem Zufluss des Androscoggin River, verlaufen die Maine State Route 120 am westlichen Ufer und die Maine State Route 17 am östlichen Ufer.

### Öffentliche Einrichtungen
In Mexico gibt es kein eigenes Krankenhaus oder medizinische Einrichtung. Die nächstgelegenen Einrichtungen befinden sich in Rumford, Dixfield und Canton.
In Mexico befindet sich die Mexico Public Library in der Main Street.

### Bildung
Mexico gehört mit Buckfield, Hanover, Hartford, Roxbury, Rumford und Sumner zum Western Foothills Regional School District (RSU #10).
Im Schulbezirk werden folgende Schulen angeboten:
- Buckfield Junior/Senior High School in Buckfield, Schulklassen 7 bis 12
- Hartford-Sumner Elementary School  in Sumner, Schulklassen Pre-Kindergarten bis 6
- Meroby Elementary School in Mexico, Schulklassen Pre-Kindergarten bis 5
- Mountain Valley Middle School in Mexico, Schulklassen 6 bis 8
- Rumford Elementary School in Rumford, Schulklassen Pre-Kindergarten bis 5
- Mountain Valley High School in Rumford, Schulklassen 7 bis 12

## Persönlichkeiten

### Söhne und Töchter der Stadt
- Charles W. Walton (1819–1900), Jurist und Politiker